# 2018年英國獨立黨黨魁選舉
2018年2月17日，英國獨立黨舉行特別黨員大會，表決通過黨魁亨利·保頓下台，繼而觸發2018年英國獨立黨黨魁選舉（英語：2018 UK Independence Party leadership election），成為獨立黨十八個月內第四場黨魁選舉。代理黨魁傑勞·伯騰最終在無競爭下當選。

## 背景
2016年6月的英國去留歐盟公投決定英國脫歐，時任獨立黨黨魁奈杰尔·法拉奇宣布請辭。2016年9月，戴安·詹士2016年9月英國獨立黨黨魁選舉新任黨魁，但18日後請辭，觸發新一場黨魁選舉，由保羅·勞塔爾接任並領導獨立黨參加2017年英國大選，最終因慘敗引咎請辭。他的請辭在同年續發2017年英國獨立黨黨魁選舉，亨利·波頓成為新任黨魁。
不過上任僅四個月的亨利·波頓好景不常，私生活醜聞嚴重打擊他的形象。最終，獨立黨在2018年1月通過不信任黨魁動議，但波頓拒絕下台，獨立黨繼而在2月17日召開緊急黨員大會，以867票對500票通過將其撤職。傑勞·伯騰成為代理黨魁，並在九十日內舉行黨魁選舉。
為了減少選舉使費，波頓提出舉行無競爭選舉，並在十二個月後舉行新選舉。《衛報》得悉保獨立黨透過不同手法，嘗試確保只有波頓競選。

## 候選人

### 宣布參選
- 傑勞·伯騰（英语：Gerard Batten）：獨立黨代理黨魁、獨立黨脫歐事務發言人、歐洲議會倫敦議員、2009年獨立黨黨魁選舉落選人[5][6]

### 已退選
- 彪·魏德列治（英语：Bill Etheridge）：歐洲議會西密德蘭議員、2016年9月及11月獨立黨黨魁選舉落選人，改為支持伯騰[7][8]

### 拒絕參選
- 添·亞克（英语：Tim Aker）：歐洲議會東英格蘭議員、佛樂無黨籍（英语：Thurrock Independents）議員[9]
- 亨利·波頓（英语：Henry Bolton (British politician)）：獨立黨前黨魁，已退黨[10]
- 奈杰尔·法拉奇：獨立黨前黨魁、歐洲議會東南英格蘭議員[9][11][12]
- 米克·克琴（英语：Mike Hookem）：獨立黨漁業事務發言人、歐洲議會約郡及坎伯議員[13]
- 大衛·居騰（英语：David Kurten）：獨立黨教育事務發言人、倫敦議會議員、2016年11月及2017年獨立黨黨魁選舉落選人[9]

## 結果
伯騰在無競爭下當選，並承諾十二個月後請辭。